# Monadenia troglodytes
Monadenia troglodytes är en snäckart som beskrevs av Hanna och A. G. Smith 1933. Monadenia troglodytes ingår i släktet Monadenia och familjen busksnäckor. IUCN kategoriserar arten globalt som otillräckligt studerad. Inga underarter finns listade i Catalogue of Life.